# Terminal maritime international de passagers de Yokohama

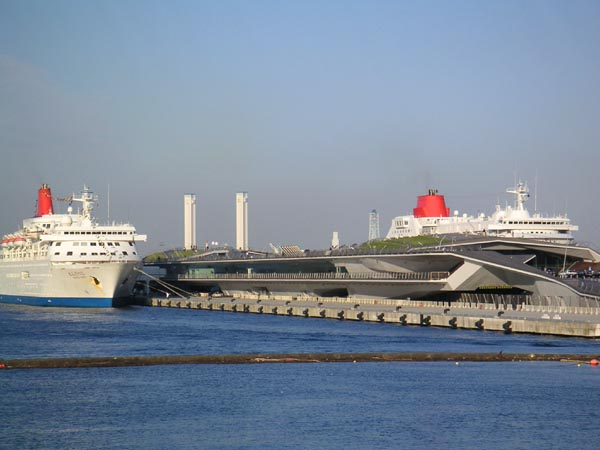
Terminal maritime international de Yokohama

Le Terminal maritime international de passagers de Yokohama est un équipement portuaire de Yokohama (Japon) réalisé entre 1995 et 2002 par le cabinet d'architectes londonien FOA (Foreign Office Architects), sous la direction de Farshid Moussavi et Alejandro Zaera Polo. Il doit sa célébrité aux choix architecturaux d'avant-garde qui ont été faits par ses concepteurs.

## Situation
Le terminal est situé sur la jetée Ōsanbashi (大さん橋, prononcé [oːsambaɕi]). Ōsanbashi est la plus ancienne jetée de Yokohama ; elle fut construite entre 1889 et 1896. À partir de 1987, elle fut réaménagée complètement pour être adaptée au trafic moderne.

## Le terminal

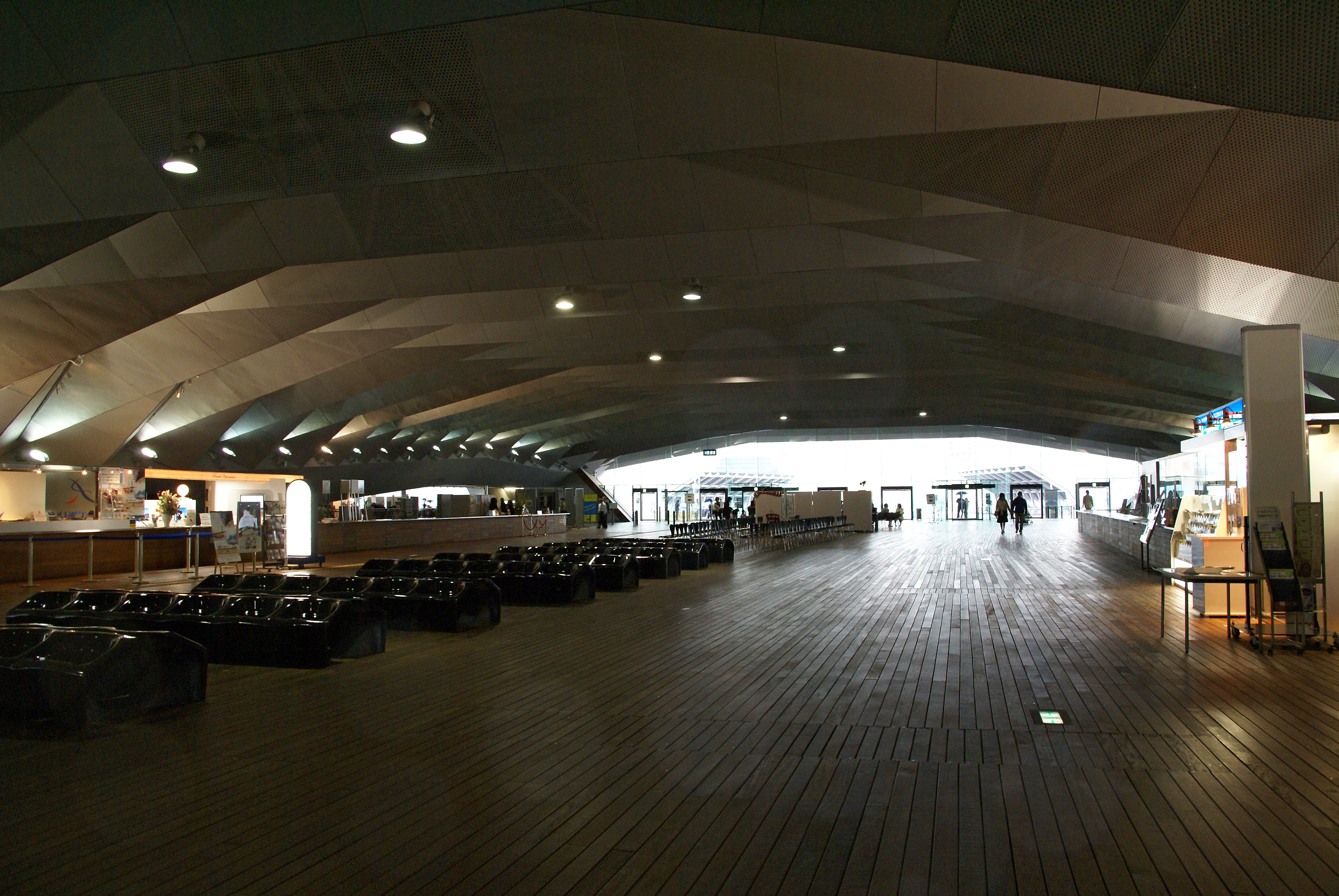
Intérieur du terminal

Le nouveau terminal pour les passagers, appelé Yokohama International Passenger Terminal, a été conçu par le cabinet londonien Foreign Office Architects, qui a remporté le concours d'architecture organisé en 1994-1995. L'édifice se caractérise par l'attention portée aux circulations internes et à la gestion des flux (passagers, véhicules, etc.), la recherche de solutions innovantes, la prédominance des formes courbes, l'immensité de l'espace intérieur sans piliers. Il mesure environ 430 m de long pour 70 m de large, avec une hauteur maximale de 15 m ; la surface totale avoisine 44 000 m2, avec deux niveaux au-dessus du sol et un niveau souterrain. Les matériaux utilisés sont principalement l'acier, le bois et le verre.
Le terminal peut accueillir simultanément deux ou quatre navires selon leur taille.
Le toit est conçu pour être un espace de promenade pour les visiteurs et tous les habitants de la ville.